# Friedrich Kroneck
Friedrich Johann Kroneck (* 16. Juli 1931 in Eggenfelden; † 30. Dezember 2015 in Bonn) war ein deutscher Diplomat, der unter anderem zwischen 1987 und 1991 erster Botschafter der Bundesrepublik Deutschland in Albanien war.

## Leben
Nach dem Abitur absolvierte Kroneck ein Studium der Rechtswissenschaften an der Ludwig-Maximilians-Universität München und legte dort am 23. Februar 1959 seine Promotion zum Dr. jur. mit einer Dissertation zum Thema Die völkerrechtliche Immunität bundesstaatlicher Gliedstaaten vor ausländischen Gerichten vor. Während seines Studiums trat er der katholischen bayerischen Studentenverbindung K.B.St.V. Rhaetia München bei.
Danach trat er in den Auswärtigen Dienst ein und war nach Abschluss der Laufbahnprüfung als Legationssekretär von März bis April 1961 Mitglied der deutschen Delegation bei einer Konferenz der Vereinten Nationen in Wien über diplomatische Beziehungen und Immunität. Danach gehörte er als Mitglied zur deutschen Beobachtungsdelegation beim Eichmann-Prozess gegen Adolf Eichmann vor dem Bezirksgericht in Jerusalem.
Im Anschluss fand der Verwendung in der Zentrale des Auswärtigen Amtes in Bonn sowie in verschiedenen Auslandsvertretungen. Nachdem er Generalkonsul in Melbourne war, kehrte er 1981 als Vortragender Legationsrat Erster Klasse in die Zentrale des Auswärtigen Amtes zurück und gab während dieser Zeit zusammen mit Thomas Oppermann eine Festschrift anlässlich des siebzigsten Geburtstages des ehemaligen langjährigen Ständigen Vertreters bei der NATO, Wilhelm Grewe, heraus.
Mitte der 1980er Jahre befasste sich Kroneck im Auswärtigen Amt unter anderem mit der Übernahme von Flüchtlingen aus der DDR, wie beispielsweise im Februar 1984 mit dem Fall „Sonja Berg“, einer Nichte des damaligen Vorsitzenden des Ministerrates der DDR, Willi Stoph.
1987 wurde er erster Botschafter der Bundesrepublik Deutschland in Albanien und übte dieses Amt vier Jahre bis zu seiner Ablösung durch Claus Vollers 1991 aus. Nachdem Werner Daum die Deutsche Botschaft in Tirana als Geschäftsträger errichtet hatte, nahm sie unter Kroneck ihren Regelbetrieb auf. Am 21. Oktober 1988 wurde das Abkommen zwischen der Regierung der Bundesrepublik Deutschland und der Regierung der Sozialistischen Volksrepublik Albanien über Technische Zusammenarbeit (BGBl. 2005 II S. 902) unterzeichnet. Ein weiteres einschneidendes Ereignis war im Juli 1990 die Flucht von 3200 Albanern auf das Gelände der Botschaft. Sie konnten nach zwei Wochen durch Vermittlung des UNO-Gesandten Staffan de Mistura das Land über den Hafen Durrës verlassen.
Danach wurde er Gesandter an der Botschaft im Vereinigten Königreich.

## Schriften
- Die völkerrechtliche Immunität bundesstaatlicher Gliedstaaten vor ausländischen Gerichten, Dissertation, Universität München, 1959
- Im Dienste Deutschlands und des Rechts : Festschrift für Wilhelm G. Grewe zum 70. Geburtstag am 16. Oktober 1981, Mitherausgeber Thomas Oppermann, Baden-Baden 1981, ISBN 3-7890-0711-0